# Котий
Коти́й (рос. Котый) — село у складі Красночикойського району Забайкальського краю, Росія. Входить до складу Верхньошергольджинського сільського поселення.

## Населення
Населення — 77 осіб (2010; 88 у 2002).
Національний склад (станом на 2002 рік):
- росіяни — 99 %